# Acbaș

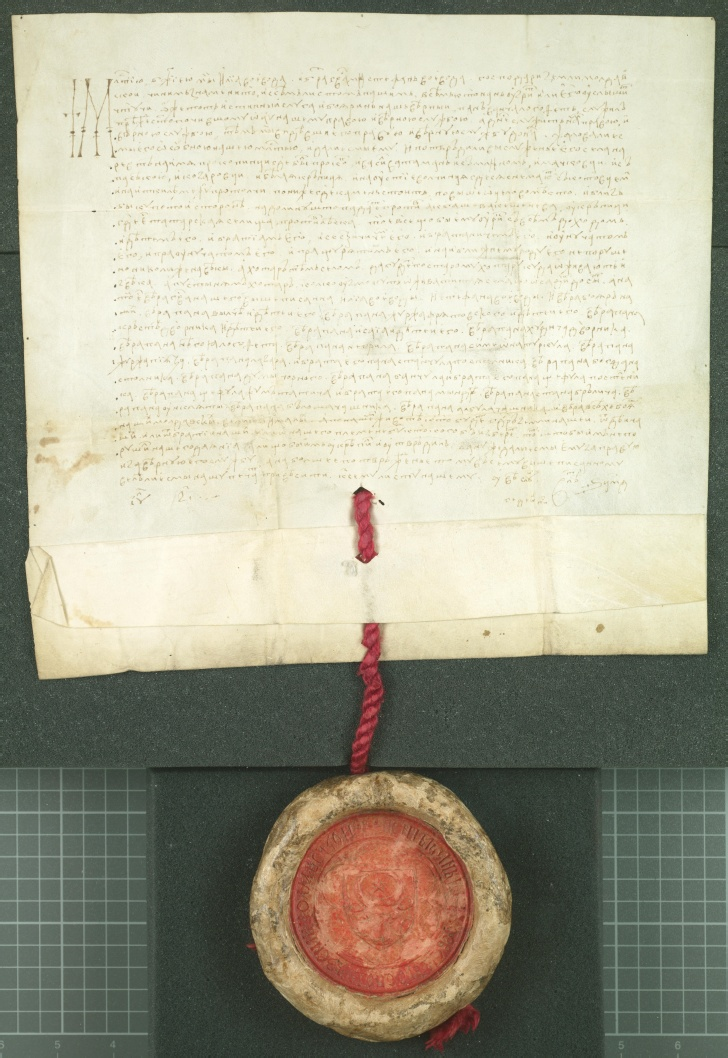
Hrisovul din 1436 care atestă pentru prima dată Chișinăul și unde se menționează numele lui Acbaș („pe valea ce cade în dreptul Cheșenăului lui Acbaș”)

Acbaș (? - ?) este numele care pare să-l desemneze pe proprietarul așezării Chișinău de la data primei atestări a acesteia din 17 iulie 1436. Astfel, documentul care atestă pentru prima oară Chișinăul menționează în descriere „pe valea ce cade în dreptul Cheșenăului lui Acbaș”. 
După unii cercetători, Acbaș este chiar întemeietorul Chișinăului.

## Numele și originea
Din limba cumană, „Acbaș” s-ar traduce drept „Căpetenia Albă” („ac” însemnând „alb”, iar „baș” având sensul de „cap” sau „căpetenie”). Este interesant că în documente ulterioare din 1517 și 1525, numele lui Acbaș apare deja ca „Albaș” („în dreptul băii lui Albaș, la Fântâna Mare”), ceea ce pare o adaptare autohtonă a numelui.
Având în vedere numele și perioada în care e pomenit în documente, Acbaș pare să fi fost tătar.

## Albișoara
De la Acbaș (numit în documente și „Albaș”) derivă toponimul „Albișoara”, desemnând într-un document din 1466 o fântână din Chișinău, iar în prezent o stradă din aceeași localitate.